# Añora
Añora – gmina w Hiszpanii, w prowincji Kordoba, w Andaluzji, o powierzchni 112,57 km². W 2011 roku gmina liczyła 1556 mieszkańców.